# Cerro de Pasco
Cerro de Pasco é uma cidade do Peru, capital do departamento Pasco e da província de Pasco. Tem cerca de 70 mil habitantes.
Localizada a 4.338 m de altitude, é uma das mais altas cidades do mundo. O clima é de alta montanha, com temperaturas entre 10 graus e -4 graus Celsius e neve ocasional.